# Abudwak
Abudwak (szomáli nyelven: Caabudwaaq) város Szomáliában a Galguduud megyében.

## Fekvése
Az Abudwaki járás központja. A város 20 km-re nyugatra található az ország felföldjétől, ami az északi és déli részeit köti össze. Szintén közel fekszik az etiópiai határhoz.

## Lakossága
A teljes Abudwaki járásnak közel 41 067 lakosa van.

## Szállítás
A légi szállítás az Abudwaki Repülőtéren keresztül történik. 2011-ben állították helyre, a külföldi szomáliaknak köszönhetően. Az új reptérnél 2012. október 11-én kezdődött meg a repülők szállítása.

## Szolgáltatások
Több rendelőintézet létezik a városban. Ezek között egy gyermekkórház is (AMCH) itt van, mely rengeteg alkalmazottal rendelkezik.